# Стильометрія
Стильометрі́я— допоміжна дисципліна з вивчення стилю пам'ятки.

## Короткий опис
Завдання стильометрії — довести науковому товариству про повну відповідність пам'ятки означеному стилю за умови відсутності її дати або для підтвердження дати. Засоби стильометрії, навпаки, можуть свідчити про невідповідність пам'ятки означеній даті і означеному стилю. Термін «стильометрія» запропонував польський філософ Вінцентий Лутославський в 1890 р.
Стильометрія широко використовується з доби італійського Відродження при дослідженнях античних та середньовічних текстів. Важливість стильометрії і текстології для наукових досліджень обумовлена широким виготовленням і використанням фальшивих заповітів і документів в добу європейського середньовіччя з метою мати спадкові права володаря на землі, права на зарахування в пільгові стани тощо. Широко використовується при аналізі середньовічних текстів, документів, копій рукописів, а також при дослідженнях середньовічних мініатюр і живопису як такого темперою і олійними фарбами.
Блискучий зразок стильометрії при дослідженні середньовічного тексту дав італійський гуманіст, знавець мов, критик і текстолог Лоренцо Валла (1407—1457) в творі 1440 року «Про фальшивість Костянтинового дару», викривши його фальшивість.
В 19 ст. стильометрія застосовувалась для аналізу різних текстів в літературознавстві і в криміналістиці з метою виявлення авторства. В 20 та 21 ст. в ході аналізу анонімних чи «підозрілих» текстів використовують комп'ютерні технології.